# دونگی ستاتوواتس
دونگی ستاتوواتس (به صربی: Donji Statovac) یک منطقهٔ مسکونی در صربستان است که در پروکوپلیه واقع شده‌است. دونگی ستاتوواتس ۷۴ نفر جمعیت دارد.